# Hydrophyllum canadense
Hydrophyllum canadense comúnmente llamado repollo de John es una especie de planta perenne herbácea en la familia Boraginaceae, propia del este de América del Norte. Mide unos 30 cm de alto, sus flores son hermafroditas.
Prefiere las zonas de suelos húmedos y calcáreos, próximos a arroyos o ríos, o en la espesura de bosques húmedos.

## Usos
Los indígenas iroqueses utilizaban sus raíces en la preparación de un antídoto para veneno.
Sus hojas eran consumidas por los indígenas crudas o cocidas. La raíz solo era consumida cocida y en épocas de escasez de alimentos.
Se la utiliza para saborizar comidas.